# Madi

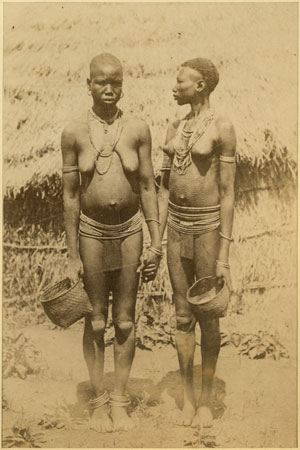
Madi vrouwen (gefotografeerd in de 2e helft 19e eeuw)

De Madi of Ahmadi  is een bevolkingsgroep die leeft in de regio Oeganda - Zuid-Soedan, met een minderheid in Congo-Kinshasa.

## Taal
In Zuid-Soedan en Oeganda leven meer dan 250.000 Madi. Zij spreken een Centraal-Soedanese taal, namelijk het Ma'Di. Het Bantoe is hier niet aan verwant. Deze laatste taal vormt in de regio wel een belangrijke taalgroep.
Het Ma'Di wordt gekenmerkt door het gebruik van woorden die afkomstig zijn uit andere talen, vooral de talen die het belangrijkste zijn in het land van herkomst. Dit zijn Arabisch in Soedan, Swahili in Oeganda en het Engels en Italiaans in beide landen. In Kongo is er een grotere invloed van het Frans. De taal reflecteert zowel socio-culturele als politieke contacten met andere bevolkingsgroepen.

## Politiek en spiritualiteit
De politieke en spirituele macht wordt geconcentreerd bij twee groepen, namelijk de Vu'dipi (de landeigenaars) en de Opi Eyia (de Regenmakers). Deze laatste is ook het dorpshoofd. De macht van deze blijven echter beperkt tot regionaal niveau. Het dorpshoofd wordt beschouwd als het centrum van de collectieve invloed van vroegere generaties van dorpshoofden.
Als regenmaker werkt het dorpshoofd met donderstenen om droogtes te verdrijven. Deze worden meestal gevonden na een felle regenbui; de stenen zouden door de goden gemaakt worden. Zij zijn zo perfect afgewerkt dat dit volgens de Madi niet door mensenhanden gedaan kan zijn.
Onderzoek heeft echter uitgewezen dat deze donderstenen reeds honderden jaren in de grond zitten en vroeger bijlen of dergelijke geweest moeten zijn. De manier waarop deze stenen gemaakt worden zijn ze echter al lang vergeten.
De personen die de politieke en spirituele macht bezitten behoren tot families die al eeuwenlang deze machten concentreren. Na het overlijden zouden zij belangrijke krachten krijgen in een vooroudersrite.

## IJzersmelten

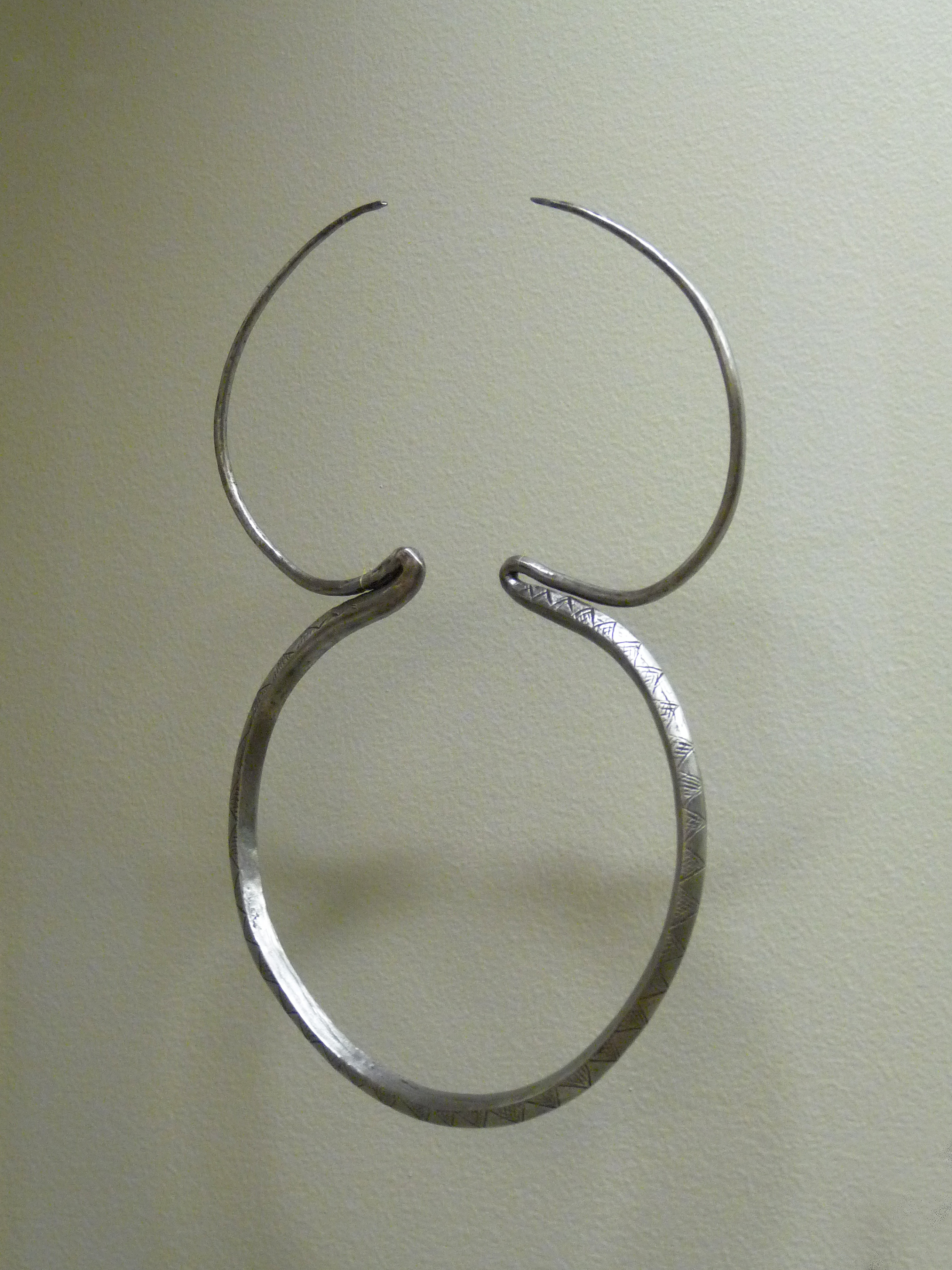
IJzeren collier, gemaakt door Madi ijzersmelters (Koninklijk Museum voor Midden-Afrika)

Professor Francis Van Noten van het Afrikamuseum te Tervuren heeft in de jaren 70 en 80 veel onderzoek gedaan bij de Madi in Congo. Tijdens zijn verblijf bij deze stam kwam meermaals naar boven dat ze handig zijn in het smelten en smeden van ijzer. In vergelijking met de Europese ijzersmeltingen in de ijzertijd staan zij ver voor, alhoewel ze grotendeels dezelfde technieken gebruiken als de Europeanen toen deden. De Madi kregen met hun ijzersmelten veel vlugger staal, terwijl dit in Europa pas veel later uit ijzererts werd gehaald, na een reeks andere behandelingen.